# Nadia Jnglin-Kamer

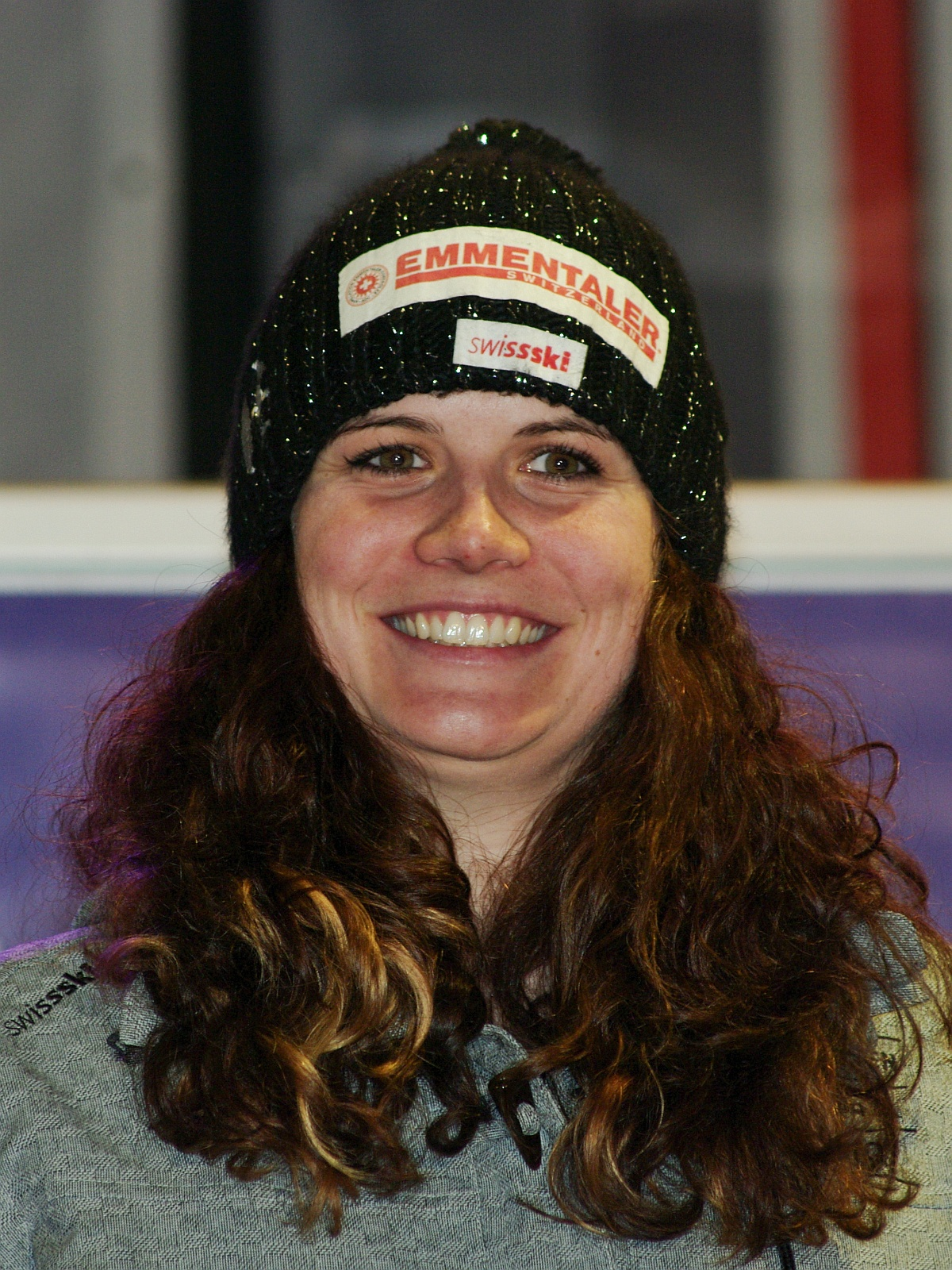
Nadja Jnglin-Kamer

Nadja Jnglin-Kamer (llamada Nadia Kamer antes de casarse) nació el 23 de julio de 1986 en Schwyz (Suiza), es una esquiadora que tiene 5 podios en la Copa del Mundo de Esquí Alpino.

## Resultados

### Juegos Olímpicos de Invierno
- 2010 en Vancouver, Canadá
  - Descenso: 19.ª

### Campeonatos Mundiales
- 2011 en Garmisch-Partenkirchen, Alemania
  - Super Gigante: 13.ª
  - Descenso: 14.ª
- 2013 en Schladming, Austria
  - Descenso: 4.ª
- 2015 en Vail/Beaver Creek, Estados Unidos
  - Descenso: 7.ª

### Copa del Mundo

#### Clasificación general Copa del Mundo
- 2007-2008: 94.ª
- 2008-2009: 35.ª
- 2009-2010: 17.ª
- 2010-2011: 27.ª
- 2011-2012: 52.ª
- 2012-2013: 43.ª
- 2013-2014: 55.ª
- 2014-2015: 73.ª

#### Clasificación por disciplinas (Top-10)
- 2009-2010:
  - Descenso: 5.ª